# Wilhelm Ehmer
Wilhelm Ehmer (* 1. August 1896 in Hongkong; † 16. Juni 1976 in Lüdenscheid) war ein deutscher Schriftsteller, Journalist und Zeitungsverleger.

## Leben
Als Sohn einer Kaufmannsfamilie verbrachte er die ersten Lebensjahre in Hongkong, bevor er zu Verwandten nach Bonn und schließlich zu seinen aus China zurückgekehrten Eltern nach Hamburg übersiedelte. Nach dem Ersten Weltkrieg, an dem er als Freiwilliger teilgenommen hatte, und nach einer Lehre als Bankkaufmann studierte Ehmer in Hamburg, Freiburg und München Geschichte, Kunstgeschichte, Philosophie und Geographie. Daneben absolvierte er im Sommer 1920 ein Volontariat beim Hamburger Fremdenblatt.
Da er sich der Wandervogel-Bewegung verbunden fühlte, in die er als Gymnasiast eingetreten war, gab er 1921 eine Broschüre heraus, in der verschiedene Autoren, so der Philosoph Hermann Graf Keyserling und der Pädagoge Harald Schultz-Hencke, ein 1920 in Hofgeismar veranstaltetes Treffen zur Gründung einer „Einheitsfront der deutschen Jugend“ würdigten. Ehmers eigener Beitrag Die Bedeutung Hofgeismars wurde 1963 in Werner Kindts Dokumentation Grundschriften der Jugendbewegung wiederveröffentlicht.
Nach der Promotion zum Dr. phil. mit einer Arbeit über die Humanisten Rudolf Agricola und Konrad Mutian begann Ehmer 1925 als Redakteur beim Hannoverschen Kurier. Bereits im Februar 1926 wurde er Chefredakteur des Lüdenscheider General-Anzeigers, den er ab 1936 auch als Verleger leitete und an dem er als Gesellschafter beteiligt war.
Eine Schiffsreise von Hongkong nach Hamburg, die er als Achtjähriger ohne Begleitung unternommen hatte und die er zu seinen prägenden Kindheitserlebnissen zählte, inspirierte Ehmer zu seinem 1935 erschienenen Erstlingswerk, dem Kinderbuch Peter reist um die Welt.
Nachhaltigen literarischen Erfolg erzielte Ehmer ein Jahr später mit Um den Gipfel der Welt, einer romanhaften Schilderung der britischen Himalaya-Expedition von 1924, bei der die Bergsteiger George Mallory und Andrew Irvine am Mount Everest ums Leben gekommen waren. Ehmers Darstellung beruht auf umfangreichen Recherchen. Sie folgt den damals bekannten Fakten (Mallorys Leichnam wurde erst 1999 gefunden) und porträtiert Mallory zeittypisch als eine willensstarke Heldengestalt, deren Motivation Ehmer als faustisches Streben deutet. Ein englischer Rezensent, der das Buch insgesamt wohlwollend beurteilte und die politische Zurückhaltung des Autors respektvoll hervorhob, stellte lediglich fest, es sei Ehmer nicht ganz gelungen, sich in die Mentalität eines Briten hineinzuversetzen. Anlässlich des Literaturwettbewerbs, der im Rahmen der Olympischen Sommerspiele 1936 in Berlin stattfand, wurde Ehmers Buch mit einer Silbermedaille ausgezeichnet. Eine Hörspielfassung mit dem Schauspieler Mathias Wieman in der Rolle des Mallory strahlte der Deutschlandsender im August 1936 aus.
1939 beteiligte sich Ehmer an einer von Alfred Rosenberg edierten und mit einer Ergebenheitsadresse versehenen Festschrift, die 100 deutsche Dichter (unter ihnen Georg Britting, Hans Carossa, Josef Weinheber, Karl Heinrich Waggerl und Max Halbe) zu Adolf Hitlers 50. Geburtstag verfassten. Ab 1937 war er als Zensuroffizier tätig, zunächst für das Armeeoberkommando 18, mit dem er auch nach Frankreich und Norwegen einrückte, ab 1942 beim Oberkommando der Wehrmacht in Berlin. Hier war er für Soldatenzeitungen zuständig. Am 21. März 1943 veröffentlichte Ehmer in der Berliner Ausgabe des Völkischen Beobachters anlässlich des Heldengedenktags den Artikel „Stolz und Trauer“. Darin rief er die deutsche Bevölkerung dazu auf, den Kriegstod als notwendigen Schritt zu einer neuen Welt anzusehen. Ebenfalls 1943 veröffentlichte er die Propagandaschrift Der Bombenkrieg der Briten, in der er die Engländer als „brutalen Todfeind“ der Deutschen darstellte, dem diese zu Recht mit „glühendem Hass“ gegenüberstünden. Im Dezember desselben Jahres verlor Ehmer bei einem alliierten Bombenangriff den rechten Arm.
Dank Sonderausgaben für den Wehrmachtsbuchhandel erreichten Ehmers im Ersten Weltkrieg spielende Novelle Der flammende Pfeil (1939), der Essayband Die Kraft der Seele (1940) und die Erzählung Die Nacht vor Paris (1941) trotz der kriegsbedingten Rationierung von Druckpapier hohe Auflagen.
Nach kurzer Kriegsgefangenschaft und Aufbauarbeit im Verlag nahm Ehmer seine Funktionen bei der ab 1949 unter dem Namen Lüdenscheider Nachrichten erscheinenden Zeitung wieder auf. 1954 gehörte er zu den Gründern des Kuratoriums Unteilbares Deutschland. In Presseverbänden hatte Ehmer diverse Ämter inne; so war er zeitweilig Aufsichtsratsvorsitzender der Standortpresse GmbH.
Mit seinem 1963 veröffentlichten Roman So werden wir gelebt wollte Ehmer einem modernen Lebensgefühl Ausdruck verleihen, wonach der Mensch den als schicksalhaft wahrgenommenen (und daher offenbar der individuellen Verantwortung entzogenen) Zeitumständen unterworfen sei. Die im Untertitel des Werkes erwähnte Zeitwende ist der Erste Weltkrieg, vor dessen Hintergrund Ehmer die farbige und figurenreiche Geschichte des Offiziers und Gutsbesitzers von Barkenau entwickelt. Das stilistisch konventionelle Buch steht Werken von Max René Hesse (Partenau; Dietrich Kattenburg) und A. E. Johann (Der Wind der Freiheit) näher als solchen anderer Zeitgenossen wie Heimito von Doderer (Die Strudlhofstiege), Alexander Lernet-Holenia (Die Standarte) und René Schickele (Das Erbe am Rhein), deren Zeitpanoramen in literarischer Hinsicht größere Haltbarkeit bewiesen haben.
Von Weggefährten und Mitarbeitern der Nachkriegszeit wird Ehmer als geradlinige Verlegerpersönlichkeit, als fairer Journalist und als Gentleman beschrieben, der auch bereit gewesen sei, Fehler einzugestehen.
1972 zog Ehmer folgende Bilanz: Ich durfte ein erfülltes Leben führen, mit anregender geistiger Arbeit, mit beruflichem Erfolg, mit bescheidenem Glück als Schriftsteller, mit vielen Auslandsreisen. In unserer Familie aber erlitten meine Frau und ich zwei schwere Schicksalsschläge durch den Tod unserer beiden Söhne. Doch drei Töchter sind uns geblieben, allesamt verheiratet und mit Kindern gesegnet. Dem Andenken des 1944 gefallenen Sohnes Rolf, dessen Gedichte Wilhelm Ehmer 1948 zusammen mit einem Lebensbild veröffentlicht hatte, dient der 2005 durch die Deutsche Stiftung Musikleben verliehene Rolf-Ehmer-Gedächtnispreis.

## Ehrungen
- 1961: Verdienstkreuz 1. Klasse der Bundesrepublik Deutschland (Verleihung am 1. August 1961).[6]
- 1972: Großes Verdienstkreuz der Bundesrepublik Deutschland[7] (Verleihung am 23. Oktober 1972).

## Werke (Auswahl)
- (Herausgeber:) Hofgeismar, ein politischer Versuch in der Jugendbewegung 1920, Jena 1921
- Rudolf Agricola und Konrad Mutian. Beiträge zur Geschichte der Entwicklung der Persönlichkeit unter dem Einfluß des Humanismus in Deutschland, München 1926
- Peter reist um die Welt. Erlebnisse eines kleinen auslandsdeutschen Jungen, Stuttgart 1935; norwegische Ausgabe: Peter reiser jorden rundt, Oslo 1941
- Um den Gipfel der Welt. Die Geschichte des Bergsteigers Mallory, Stuttgart 1936; Neuausgaben Zutphen 1942, Stuttgart 1949, Stuttgart 1954; tschechische Ausgabe: O vrcholek světa, Prag 1938
- Der Dichter und die Olympischen Spiele, in: Literarische Flugblätter, Heft 25, 1936
- Das Ringen um den Himalaya. Eine kurze Geschichte der Kämpfe um den höchsten Gipfel der Erde, Gütersloh 1937; Neuausgaben Oslo 1941, Gütersloh 1943
- Der flammende Pfeil. Novelle, Stuttgart 1939; Neuausgabe Berlin 1944
- Die Kraft der Seele. Gedanken eines Deutschen im Kriege, Stuttgart 1940, Neuausgabe 1943
- Die Nacht vor Paris. Erzählung, Stuttgart 1942; Neuausgabe Stuttgart 1945; französische Ausgabe: La Nuit devant Paris – 13 juin 1940, Paris 1943; niederländische Ausgabe: De nacht voor Parijs, Amsterdam 1943
- (Herausgeber:) In memoriam Rolf Ehmer (1925–1944), Lüdenscheid ca. 1948
- Londoner Reisetagebuch. Eindrücke einer Studienfahrt, Wuppertal/Lüdenscheid 1951
- Indisches Tagebuch. Eindrücke einer Reise durch Ceylon und Indien, Sonderdruck einer Artikelreihe in den Lüdenscheider Nachrichten, Lüdenscheid 1958
- So werden wir gelebt. Roman einer Zeitwende, Darmstadt 1963
- Reise nach dem Fernen Osten, Sonderdruck einer Artikelreihe in den Lüdenscheider Nachrichten, Lüdenscheid 1970